# Visseiche
Visseiche település Franciaországban, Ille-et-Vilaine megyében. Lakosainak száma 868 fő (2022. január 1.). Visseiche La Guerche-de-Bretagne, Arbrissel, Bais, Domalain, Marcillé-Robert, Rannée és Retiers községekkel határos.

## Népesség
A település népessége az elmúlt években az alábbi módon változott:
| Lakosok száma | 904  | 723  | 689  | 804  | 801  | 801  | 823  | 838  | 841  | 868  |
|               | 1968 | 1982 | 1990 | 2006 | 2013 | 2015 | 2017 | 2019 | 2020 | 2022 |